# Еремченко, Валентин Григорьевич
Валентин Григорьевич Еремченко (род. 1 февраля 1942) — российский дипломат. Имеет дипломатический ранг чрезвычайного и полномочного посланника 1 класса (29 сентября 1999).
До 1997 года был заместителем директора Второго департамента Азии МИД России. С 30 апреля 1997  по 17 июня 2002 года — чрезвычайный и полномочный посол Российской Федерации в Лаосской Народно-Демократической Республике.